# Dorcadion epirense
Dorcadion epirense är en skalbaggsart som beskrevs av Stefan von Breuning 1942. Dorcadion epirense ingår i släktet Dorcadion och familjen långhorningar. Inga underarter finns listade i Catalogue of Life.